# Crustulina molesta
Crustulina molesta är en spindelart som först beskrevs av Pietro Pavesi 1883.  Crustulina molesta ingår i släktet Crustulina och familjen klotspindlar.
Artens utbredningsområde är Etiopien. Inga underarter finns listade i Catalogue of Life.